# Dautmergen
 Dautmergen  es una localidad del Distrito de Zollernalb en Alemania en la Jura de Suabia.